# Ázsia UNESCO globális geoparkjai
Ázsia földtani örökségének nemzetközi szintű elismertetésében kiemelkedő szerep jut a kontinens geoparkjainak. Az Ázsia és Óceánia Geopark Hálózat (Asia Pacific Geoparks Network – APGN) jelenleg 60 UNESCO Globális Geoparkot számlál a kontinensen 8 tagországban, melyek közül 39 Kínában, a geopark mozgalom egyik bölcsőjében és motorjában található. Az UNESCO minősítést megszerzett területek mellett a nemzeti geopark hálózatokban számos nemzeti geopark található, melyeknek egy része a jövőben pályázati folyamat keretében szintén megkaphatja az UNESCO Globális Geopark minősítést. A kontinens geodiverzitásának további elemei megjelennek a világörökségi helyszínek között is, elsősorban a VII és VIII természeti kritériumok alatt.

## UNESCO Globális Geoparkok
| UNESCO Globális Geopark | Kép | Elhelyezkedés | Terület (km2) | Felvétel éve | Hivatkozás    |
| ----------------------- | --- | --- | ------------- | ------------ | ------------- |
| Alxa sivatag            |     | Belső-Mongólia · Kína · é. sz. 38° 51′ 25″, k. h. 105° 43′ 47″38.856944°N 105.729722°EAlxa Desert UNESCO Global Geopark                                     | 630.37        | 2009         | [ 1 ]         |
| Arxan                   |     | Belső-Mongólia · Kína · é. sz. 47° 10′ 27″, k. h. 119° 56′ 20″47.174167°N 119.938889°EArxan UNESCO Global Geopark                                           | 3653.21       | 2017         | [ 2 ]         |
| Dali-Cangsan            |     | Jünnan · Kína · é. sz. 25° 46′ 48″, k. h. 100° 42′ 00″25.780000°N 100.700000°EDali-Cangshan UNESCO Global Geopark                                           | 933           | 2014         | [ 3 ]         |
| Tanhsziasan             |     | Kuangtung · Kína · é. sz. 25° 02′ 25″, k. h. 113° 44′ 16″25.040278°N 113.737778°EDanxiashan UNESCO Global Geopark                                           | 292           | 2004         | [ 4 ]         |
| Tunhuang                |     | Kanszu · Kína · é. sz. 40° 13′ 59″, k. h. 92° 52′ 60″40.233056°N 92.883333°EDunhuang UNESCO Global Geopark                                                  | 2067          | 2015         | [ 5 ]         |
| Fangsan                 |     | Peking, Hopej · Kína · é. sz. 39° 43′ 59″, k. h. 115° 55′ 02″39.733056°N 115.917222°EFangshan UNESCO Global Geopark                                         | 954           | 2006         | [ 6 ]         |
| Funiusan                |     | Honan · Kína · é. sz. 33° 26′ 06″, k. h. 112° 10′ 53″33.435000°N 112.181389°EFuniushan UNESCO Global Geopark                                                | 1522          | 2006         | [ 7 ]         |
| Kuangvusan-Nosujho      |     | Szecsuan · Kína · é. sz. 32° 18′ 42″, k. h. 106° 38′ 11″32.311667°N 106.636389°EGuangwushan-Nuoshuihe UNESCO Global Geopark                                 | 1818          | 2018         | [ 8 ]         |
| Hexigten                |     | Belső-Mongólia · Kína · é. sz. 43° 14′ 49″, k. h. 117° 30′ 12″43.246944°N 117.503333°EHexigten UNESCO Global Geopark                                        | 1750          | 2005         | [ 9 ] [ 10 ]  |
| Hongkong                |     | Hongkong · Kína · é. sz. 22° 21′ 50″, k. h. 114° 22′ 30″22.363889°N 114.375000°EHong Kong UNESCO Global Geopark                                             | 150           | 2011         | [ 11 ] [ 12 ] |
| Huangkang Tapiesan      |     | Hupej · Kína · é. sz. 30° 43′ 46″, k. h. 115° 03′ 13″30.729444°N 115.053611°EHuanggang Dabieshan UNESCO Global Geopark                                      | 2625.54       | 2018         | [ 13 ] [ 14 ] |
| Huangsan                |     | Anhuj · Kína · é. sz. 29° 41′ 26″, k. h. 118° 19′ 34″29.690556°N 118.326111°EHuangshan UNESCO Global Geopark                                                | 160.6         | 2004         | [ 15 ] [ 16 ] |
| Csingpohu               |     | Santung · Kína · é. sz. 43° 58′ 23″, k. h. 129° 02′ 04″43.973056°N 129.034444°EJingpohu UNESCO Global Geopark                                               | 1400          | 2006         | [ 17 ]        |
| Csiuhuasan              |     | Anhuj · Kína · é. sz. 30° 25′ 60″, k. h. 117° 49′ 59″30.433255°N 117.832970°EJiuhuashan UNESCO Global Geopark                                               | 139.7         | 2019         | [ 18 ]        |
| Kokotahaj               |     | Hszincsiang · Kína · é. sz. 47° 19′ 05″, k. h. 90° 01′ 35″47.318056°N 90.026389°EKeketuohai UNESCO Global Geopark                                           | 2337.9        | 2017         | [ 19 ] [ 20 ] |
| Lejcsiung               |     | Hajnan · Kína · é. sz. 19° 56′ 37″, k. h. 110° 12′ 39″19.943611°N 110.210833°ELeiqiong UNESCO Global Geopark                                                | 3050          | 2006         | [ 21 ]        |
| Löje Fengsan            |     | Kuangszhi-Csuang · Kína · é. sz. 24° 34′ 11″, k. h. 106° 44′ 26″24.569722°N 106.740556°ELeye Fengshan UNESCO Global Geopark                                 | 930           | 2010         | [ 22 ] [ 23 ] |
| Lunghusuan              |     | Csiangszhi · Kína · é. sz. 28° 06′ 04″, k. h. 116° 57′ 57″28.101111°N 116.965833°ELonghushuan UNESCO Global Geopark                                         | 996.63        | 2008         | [ 24 ] [ 25 ] |
| Lusan                   |     | Csiangszhi · Kína · é. sz. 29° 33′ 30″, k. h. 115° 59′ 09″29.558333°N 115.985833°ELushan UNESCO Global Geopark                                              | 500           | 2004         | [ 26 ] [ 27 ] |
| Kunlun-hegység          |     | Csinghaj · Kína · é. sz. 35° 49′ 12″, k. h. 94° 52′ 48″35.820000°N 94.880000°EMount Kunlun UNESCO Global Geopark                                            | 7033          | 2014         | [ 28 ]        |
| Ningtö                  |     | Fucsien · Kína · é. sz. 26° 39′ 41″, k. h. 119° 31′ 35″26.661389°N 119.526389°ENingde UNESCO Global Geopark                                                 | 2660.34       | 2010         | [ 29 ]        |
| Csinling Csungnansan    |     | Senhszi · Kína · é. sz. 33° 51′ 05″, k. h. 108° 47′ 01″33.851389°N 108.783611°EQinling Zhongnanshan UNESCO Global Geopark                                   | 1074.85       | 2009         | [ 30 ] [ 31 ] |
| Szancsingsan            |     | Csianghszi · Kína · é. sz. 28° 48′ 22″, k. h. 117° 58′ 20″28.806111°N 117.972222°ESanqingshan UNESCO Global Geopark                                         | 229.5         | 2012         | [ 32 ]        |
| Sennungcsia             |     | Hupej · Kína · é. sz. 31° 44′ 43″, k. h. 110° 40′ 52″31.745278°N 110.681111°EShennongjia UNESCO Global Geopark                                              | 1022.72       | 2013         | [ 33 ] [ 34 ] |
| Silin                   |     | Jünnan · Kína · é. sz. 24° 45′ 20″, k. h. 103° 16′ 47″24.755556°N 103.279722°EShilin UNESCO Global Geopark                                                  | 350           | 2004         | [ 35 ] [ 36 ] |
| Szungsan                |     | Honan · Kína · é. sz. 34° 29′ 22″, k. h. 112° 55′ 15″34.489444°N 112.920833°ESongshan UNESCO Global Geopark                                                 | 464           | 2004         | [ 37 ]        |
| Tajning                 |     | Fucsien · Kína · é. sz. 26° 53′ 55″, k. h. 117° 10′ 36″26.898611°N 117.176667°ETaining UNESCO Global Geopark                                                | 350           | 2004         | [ 38 ] [ 39 ] |
| Tajsan                  |     | Santung · Kína · é. sz. 36° 16′ 01″, k. h. 117° 04′ 16″36.266944°N 117.071111°ETaishan UNESCO Global Geopark                                                | 158.63        | 2006         | [ 40 ] [ 41 ] |
| Tiencsuszan             |     | Anhuj · Kína · é. sz. 30° 31′ 28″, k. h. 117° 03′ 31″30.524444°N 117.058611°ETianzhusan UNESCO Global Geopark                                               | 413.4         | 2011         | [ 42 ] [ 43 ] |
| Vangvusan-Tajmejsan     |     | Honan · Kína · é. sz. 35° 15′ 57″, k. h. 112° 34′ 17″35.265833°N 112.571389°EWangwushan-Daimeishan UNESCO Global Geopark                                    | 986           | 2006         | [ 44 ]        |
| Vutaliencse             |     | Hejlungjcsiang · Kína · é. sz. 48° 28′ 55″, k. h. 126° 12′ 10″48.481944°N 126.202778°EWudalianchi UNESCO Global Geopark                                     | 720           | 2004         | [ 45 ]        |
| Hszingven               |     | Szecsuan · Kína · é. sz. 28° 18′ 35″, k. h. 105° 03′ 19″28.309722°N 105.055278°EXingwen UNESCO Global Geopark                                               | 156           | 2005         | [ 46 ] [ 47 ] |
| Jentangsan              |     | Csöcsiang · Kína · é. sz. 28° 21′ 07″, k. h. 121° 05′ 40″28.351944°N 121.094444°EYandangshan UNESCO Global Geopark                                          | 298.8         | 2005         | [ 48 ]        |
| Jencsing                |     | Peking · Kína · é. sz. 40° 42′ 53″, k. h. 116° 24′ 00″40.714722°N 116.400000°EYanqing UNESCO Global Geopark                                                 | 620.38        | 2013         | [ 49 ] [ 50 ] |
| Jimengsan               |     | Santung · Kína · é. sz. 35° 30′ 58″, k. h. 117° 49′ 04″35.516103°N 117.817665°EYimengshan UNESCO Global Geopark                                             | 1804.76       | 2019         | [ 51 ] [ 52 ] |
| Jüntajsan               |     | Hunan · Kína · é. sz. 35° 17′ 41″, k. h. 113° 14′ 58″35.294722°N 113.249444°EYuntaishan UNESCO Global Geopark                                               | 556           | 2004         | [ 53 ] [ 54 ] |
| Csangcsiacsie           |     | Hunan · Kína · é. sz. 29° 18′ 50″, k. h. 110° 26′ 24″29.313889°N 110.440000°EZhangjiajie UNESCO Global Geopark                                              | 398           | 2004         | [ 55 ] [ 56 ] |
| Csecsintung barlang     |     | Kujcsou · Kína · é. sz. 26° 45′ 00″, k. h. 105° 55′ 59″26.750000°N 105.933056°EZhijindong Cave UNESCO Global Geopark                                        | 174           | 2015         | [ 57 ] [ 58 ] |
| Cekung                  |     | Szecsuan · Kína · é. sz. 29° 19′ 29″, k. h. 104° 45′ 56″29.324722°N 104.765556°EZigong UNESCO Global Geopark                                                | 1630.46       | 2008         | [ 59 ]        |
| Batur                   |     | Bali · Indonézia · d. sz. 8° 24′ 34″, k. h. 115° 22′ 30″8.409444°S 115.375000°EBatur UNESCO Global Geopark                                                  | 370.5         | 2012         | [ 11 ] [ 12 ] |
| Ciletuh-Palabuhanratu   |     | Sukabumi · Indonézia · d. sz. 7° 10′ 54″, k. h. 106° 27′ 44″7.181641°S 106.462134°ECiletuh UNESCO Global Geopark                                            | 1260          | 2018         | [ 60 ]        |
| Gunung Sewu             |     | Gunung Kidul, Wonogiri, Tulungagung · Indonézia · d. sz. 8° 02′ 38″, k. h. 110° 46′ 34″8.043889°S 110.776111°ECiletuh - Palabuhanratu UNESCO Global Geopark | 1802          | 2015         | [ 61 ]        |
| Rinjani-Lombok          |     | Lombok · Indonézia · d. sz. 8° 34′ 37″, k. h. 116° 04′ 59″8.576926°S 116.082943°ERinjani-Lombok UNESCO Global Geopark                                       | 2800          | 2018         | [ 62 ] [ 63 ] |
| Aso                     |     | Kumamoto · Japán · é. sz. 32° 00′ 00″, k. h. 131° 00′ 00″32.000000°N 131.000000°EAso UNESCO Global Geopark                                                  | 1198          | 2014         | [ 64 ] [ 65 ] |
| Itoigawa                |     | Niigata · Japán · é. sz. 37° 49′ 55″, k. h. 139° 14′ 02″37.831944°N 139.233889°EItoigawa UNESCO Global Geopark                                              | 750           | 2009         | [ 66 ] [ 67 ] |
| Izo-félsziget           |     | Sizuoka · Japán · é. sz. 34° 51′ 21″, k. h. 138° 55′ 19″34.855776°N 138.921905°EIzo Peninsula UNESCO Global Geopark                                         | 2027          | 2018         | [ 68 ] [ 69 ] |
| Apoi-hegység            |     | Hidaka · Japán · é. sz. 42° 06′ 28″, k. h. 143° 01′ 31″42.107778°N 143.025278°EMt. Apoi UNESCO Global Geopark                                               | 364.3         | 2015         | [ 70 ] [ 71 ] |
| Muroto                  |     | Kócsi · Japán · é. sz. 33° 14′ 46″, k. h. 134° 10′ 38″33.246111°N 134.177222°EMuroto UNESCO Global Geopark                                                  | 248.2         | 2011         | [ 72 ] [ 73 ] |
| Oki szigetek            |     | Simane · Japán · é. sz. 36° 08′ 45″, k. h. 133° 10′ 19″36.145833°N 133.171944°EOki Islands UNESCO Global Geopark                                            | 673.5         | 2013         | [ 74 ] [ 75 ] |
| San'in Kaigan           |     | Kiotó, Shin'onsen, Tottori · Japán · é. sz. 35° 38′ 33″, k. h. 134° 40′ 50″35.642500°N 134.680556°ESan'in Kaigan UNESCO Global Geopark                      | 2458          | 2010         | [ 76 ] [ 77 ] |
| Toya-Usu                |     | Abuta · Japán · é. sz. 42° 35′ 29″, k. h. 140° 50′ 14″42.591389°N 140.837222°EToya-Usu UNESCO Global Geopark                                                | 1181          | 2009         | [ 78 ] [ 79 ] |
| Unzen vulkáni terület   |     | Nagaszaki · Japán · é. sz. 32° 46′ 06″, k. h. 130° 20′ 41″32.768333°N 130.344722°EUnzen Volcanic Area UNESCO Global Geopark                                 | 459.52        | 2009         | [ 80 ] [ 81 ] |
| Kesm-sziget             |     | Hormozgán · Irán · é. sz. 26° 49′ 01″, k. h. 55° 54′ 38″26.816944°N 55.910556°EQeshm Island UNESCO Global Geopark                                           | 2063          | 2017         | [ 82 ] [ 83 ] |
| Langkawi                |     | Langkawi · Malajzia · é. sz. 6° 19′ 47″, k. h. 99° 48′ 56″6.329722°N 99.815556°ELangkawi UNESCO Global Geopark                                              | 478           | 2015         | [ 84 ] [ 85 ] |
| Cshongszong             |     | Észak-Kjongszang · Dél-Korea · é. sz. 36° 26′ 10″, k. h. 129° 03′ 25″36.436111°N 129.056944°ECheongsong UNESCO Global Geopark                               | 845.71        | 2017         | [ 86 ]        |
| Csedzsu-sziget          |     | Dél-Csolla · Dél-Korea · é. sz. 33° 30′ 20″, k. h. 126° 31′ 33″33.505518°N 126.525958°EJeju Island UNESCO Global Geopark                                    | 1847          | 2010         | [ 87 ]        |
| Mudungszan              |     | Dél-Csolla · Dél-Korea · é. sz. 35° 08′ 03″, k. h. 126° 57′ 20″35.134167°N 126.955556°EMudeungsan UNESCO Global Geopark                                     | 1051          | 2018         | [ 88 ] [ 89 ] |
| Satun                   |     | Szatun · Thaiföld · é. sz. 7° 05′ 27″, k. h. 99° 46′ 06″7.090861°N 99.768397°ESatun UNESCO Global Geopark                                                   | 2597          | 2018         | [ 90 ] [ 91 ] |
| Dong Van karsztfennsík  |     | Ha Giang · Vietnám · é. sz. 23° 11′ 32″, k. h. 105° 11′ 49″23.192222°N 105.196944°EDong Van Karst Plateau UNESCO Global Geopark                             | 2356          | 2015         | [ 92 ]        |
| Non nuoc Cao Bang       |     | Cao Bang · Vietnám · é. sz. 22° 42′ 31″, k. h. 106° 19′ 55″22.708611°N 106.331944°ENon nuoc Cao Bang UNESCO Global Geopark                                  | 3000          | 2018         | [ 93 ]        |

## Ázsia geodiverzitásának megjelenése további nemzetközi egyezményekben

### Világörökség
A világörökség listája jelenleg (2020) 16 helyszínt tartalmaz a kontinensen, melyek a VIII kritérium értelmében a földtörténet szempontjából egyetem értékűnek számítanak.
- Jünnan védett területeinek három párhuzamos folyója (Kína)
- Dél-kínai karszt (Kína)
- Tanhszia (Kína)
- A csengcsiangi fosszíliaegyüttes védett területe (Kína)
- Lorentz Nemzeti Park (Indonézia)
- Lut-sivatag (Irán)
- Gunung Mulu Nemzeti Park (Malajzia)
- Csedzsu vulkanikus sziget és lávaalagutak (Koreai Köztársaság)
- Tádzsik Nemzeti Park (Tádszikisztán)
- Hạ Long-öböl (Vietnám)
- Phong Nha – Kẻ Bàng Nemzeti Park (Vietnám)
- Tràng An kultúrtáj (Vietnám)

További, a földtani örökség szempontjából fontos helyszínek találhatók még a VII kritérium alatt is, mely a páratlan természeti szépséggel és kiemelkedő esztétikai értékkel bíró területeket takarja (a VIII és VII alatt is szereplő helyszínek nem szerepelnek duplán) :
- Taj-hegy (Kína)
- Huang-san (Kína)
- Huanglong Scenic and Historic Interest Area (Kína)
- Csiucsajkou-völgy területe (Kína)
- Vulingjüan terület (Kína)
- Vuji-hegy (Kína)
- Szancsing-hegy (Kína)
- A Tien-san természeti rezervátumai Hszincsiang autonóm területen (Kína)
- Nanda Devi és a Virágok Völgye Nemzeti Parkok (India)
- Kancsendzönga Nemzeti Park (India)
- Ujung Kulon Nemzeti Park (Indonézia)
- Szumátra trópusi esőerdei (Indonézia)
- Jakusima (Japán)
- Szágarmatha Nemzeti Park (Nepál)
- Puerto-Princesa Föld Alatti Folyó Nemzeti Park (Fülöp-szigetek)

## Külső hivatkozások
Ázsia és Óceánia Geopark Hálózat (Asia Pacific Geoparks Network)(elérés:2020.02.10)